# Bill Bradley (basket-ball)
Pour les articles homonymes, voir Bill Bradley (homonymie) et Bradley.
William Warren Bradley, dit Bill Bradley, né le 28 juillet 1943, à Crystal City (Missouri), est un ancien joueur de basket-ball et homme politique américain.

## Biographie
Il est l'un des deux joueurs, avec Manu Ginóbili, à avoir remporté un titre NBA (avec les Knicks lors des saisons 1970 et 1973), une médaille d'or olympique (lors des jeux de Tokyo 1964) et une coupe des champions (lors de sa seule saison en Europe avec Milan en 1966).
Bill Bradley devient en 1978 Sénateur des États-Unis en représentant l'État du New Jersey, et est candidat au poste de président des États-Unis en 2000. Il échoue contre Al Gore lors des primaires présidentielles du Parti démocrate de 2000.

## Palmarès
- Champion NBA 1970, 1973
- Champion olympique 1964
- Vainqueur de la coupe d'Europe des clubs champions 1966
- Meilleur joueur du tournoi NCAA 1965

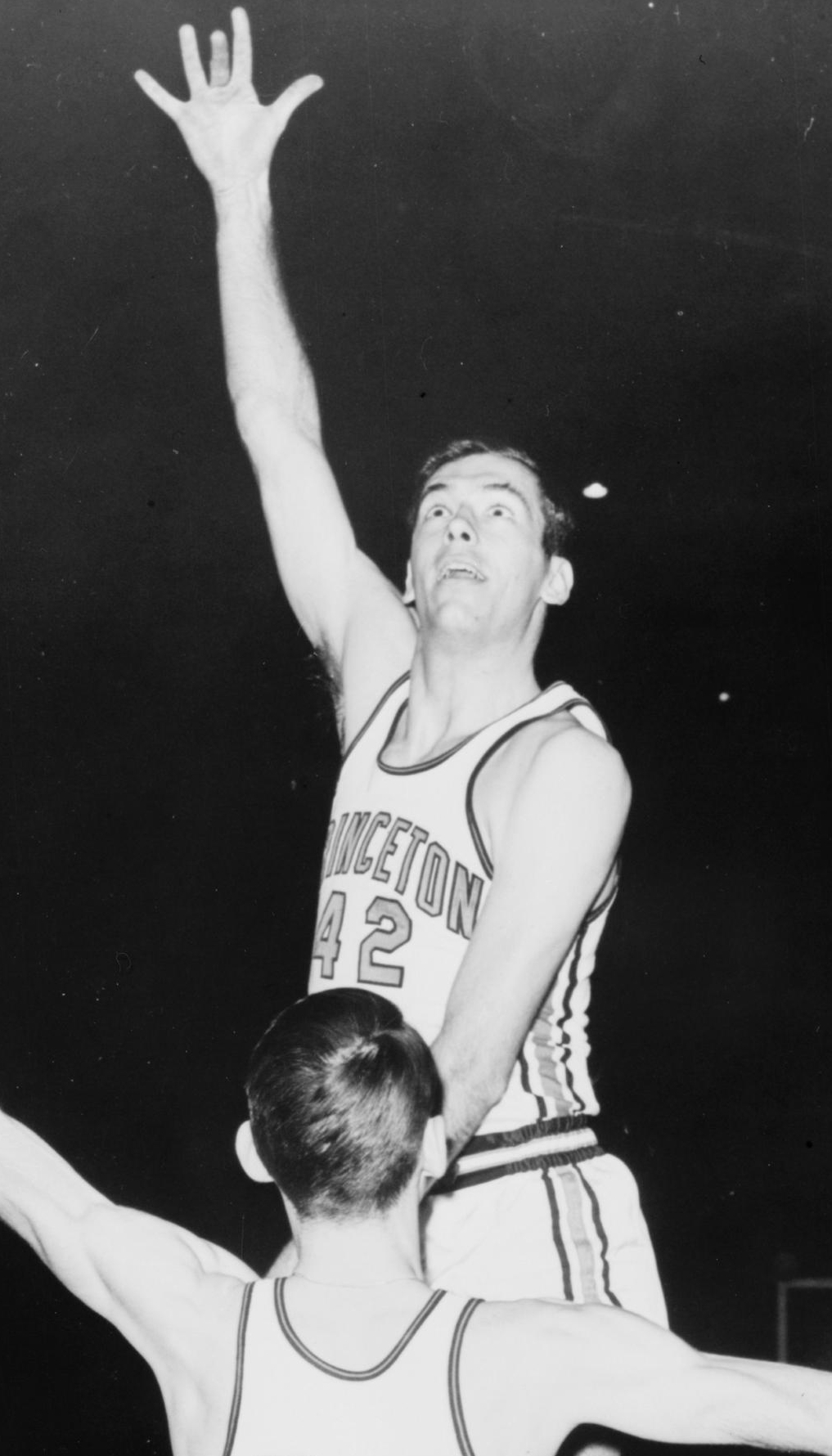
Sous le maillot de l'université Princeton en 1965